# Arrondissement Sélestat-Erstein
Sélestat-Erstein is een arrondissement van het Franse departement Bas-Rhin in de regio Grand Est.
Sélestat-Erstein was tot 2015 het enige arrondissement in Frankrijk dat naar twee steden vernoemd is. De dubbele naam komt voort uit een fusie van de vroegere arrondissementen Erstein en Sélestat. Op 1 januari 2015 dit onder meer ook gebeurt met het eveneens in Bas-Rhin gelegen arrondissement Haguenau-Wissembourg.

## Kantons
Het arrondissement was tot 1 januari 2015 samengesteld uit de volgende kantons:
- Kanton Barr
- Kanton Benfeld
- Kanton Erstein
- Kanton Marckolsheim
- Kanton Obernai
- Kanton Sélestat
- Kanton Villé

Na de kantonale herindeling omvatte arrondissement de volgende kantons geheel of, waar aangegeven, gedeeltelijk:
- Kanton Erstein
- Kanton Molsheim (1 van de 31 gemeenten)
- Kanton Mutzig (18 van de 51 gemeenten)
- Kanton Obernai
- Kanton Sélestat